# Operación Charly

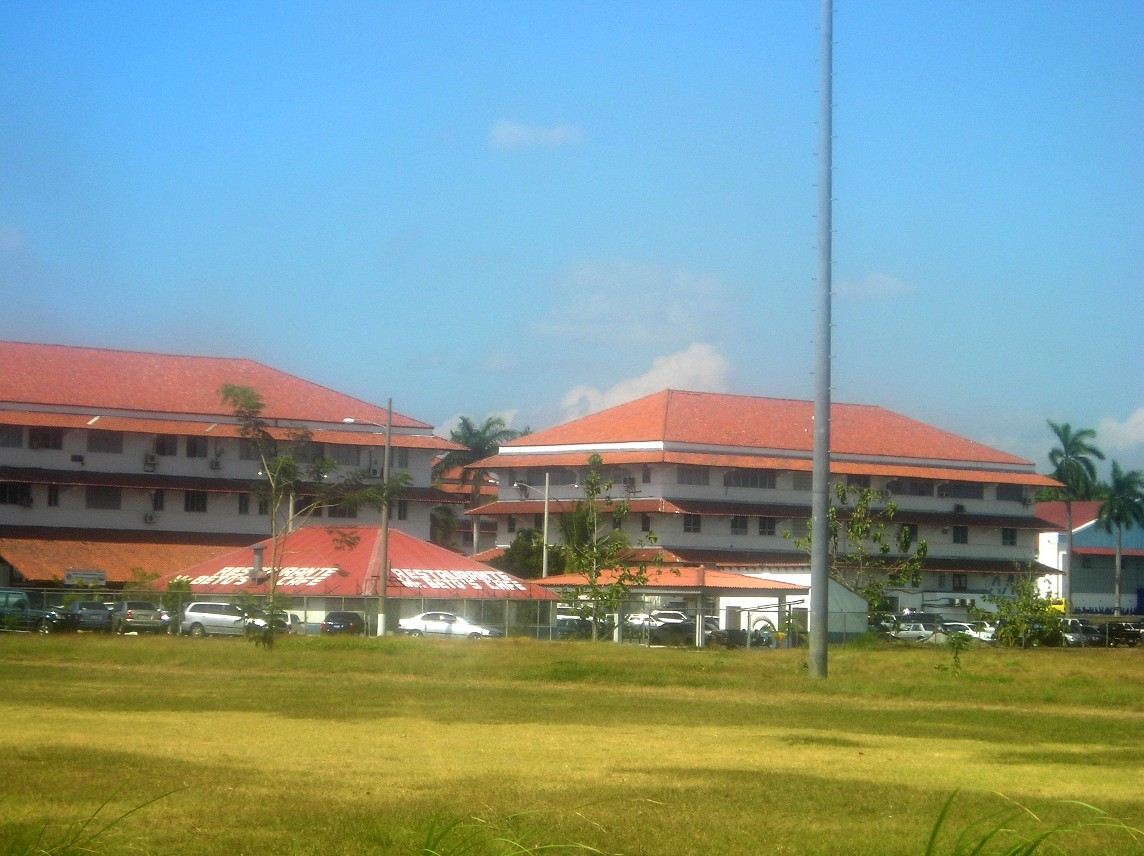
Edificios utilizados por la Escuela de las Américas en Panamá.

La Operación Charly es el nombre clave con el que fue conocida una operación militar clandestina del Ejército Argentino en acuerdo con las Fuerzas Armadas de los Estados Unidos, para implementar en América Central los métodos represivos ilegales del terrorismo de Estado en Argentina, llevados a cabo durante el Proceso de Reorganización Nacional.

## La exportación delmétodo argentinoa Centroamérica

### Comienzos
A partir de 1979 el régimen militar argentino se comprometió activamente en desarrollar terrorismo de Estado en Centroamérica, capacitando a fuerzas militares y paramilitares de contrainsurgencia en Nicaragua, Honduras, El Salvador y Guatemala, y exportando la experiencia argentina.
Los militares argentinos comenzaron a realizar operaciones encubiertas que la CIA ya no podía realizar bajo la administración demócrata del presidente James E. Carter y en sintonía con los grupos más conservadores estadounidenses, comenzaron a proclamar que Estados Unidos había dejado inerme al hemisferio frente al comunismo y que ellos debían cumplir ese papel.
El Operativo Centroamérica fue ejecutado a partir del grupo de militares que ya actuaban en la Operación Cóndor. La periodista estadounidense Martha Honey sostiene en su libro sobre la política estadounidense en Centroamérica que:

Habiendo perfeccionado brutalmente las técnicas de control social en su país, las fuerzas armadas argentinas estaban listas hacia 1980 para exportar estas habilidades para ayudar a vencer la insurgencia comunista en El Salvador y Guatemala y detener a los sandinistas en Nicaragua".

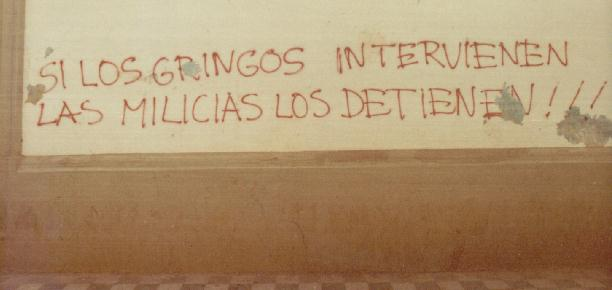
Grafiti en Nicaragua, 1980.

En 1979, se produjo el triunfo del Frente Sandinista en Nicaragua. Ese mismo año, en noviembre, el presidente de la Junta Militar argentina, el general Viola, expuso ante la XIII Conferencia de Ejércitos Americanos realizada en Bogotá, un plan de latinoamericanización del modelo terrorista estatal.
Pero será fundamentalmente el general Galtieri quien, en consonancia con el triunfo de Ronald Reagan en Estados Unidos, llevaría a la Argentina a comprometerse plenamente en la violación sistemática de derechos humanos en Centroamérica, bajo los lineamientos estratégicos estadounidenses. Galtieri presentaba como un valor su capacidad para llevar la guerra sucia hasta las últimas consecuencias tanto militar, como política y culturalmente.

### Apogeo
La pieza central del plan de Reagan para América Central fue el pacto con la Junta Militar argentina. Leslie Gelb, periodista del New York Times explica: 

Por el pacto, la Argentina sería responsable, con fondos e inteligencia estadounidenses, de atacar el flujo de pertrechos que iban a través de Nicaragua a El Salvador y Guatemala".

Las actividades encubiertas fueron distribuidas de acuerdo al siguiente esquema: Estados Unidos aportaba el dinero y el equipo necesario; Argentina enviaba instructores con experiencia en la guerra sucia propia; y Honduras permitía el uso de su territorio para entrenamiento de los contras y las bases de ataque a Nicaragua. El nombre en código utilizado fue Operación Charlie.
La guerra sucia en Centroamérica y el apoyo estadounidense fortaleció internamente al general Galtieri, quien en diciembre de 1981, en un golpe palaciego, desplazó del poder al general Viola, cuestionado al igual que Videla, por las buenas relaciones que la dictadura militar argentina había mantenido hasta entonces con la Unión Soviética. En ese contexto, pocos días antes de asumir como presidente de la Junta Militar, Galtieri expuso en un corto discurso pronunciado en Miami, la decisión del gobierno militar argentino de constituirse en un aliado incondicional de Estados Unidos en la lucha mundial contra el comunismo:

La Argentina y los EE.UU. marcharán juntas en la guerra ideológica que está comenzando en el mundo"

Paradójicamente, en un acto nunca debidamente aclarado, fue Galtieri quién pocos meses después, el 2 de abril de 1982, Recupero las Islas Malvinas bajo dominio de Gran Bretaña, principal aliado de los EE. UU., gobernada además por Margaret Thatcher quien por entonces constituía una socia estratégica del presidente Reagan.   
A partir de 1979 los militares argentinos establecieron centros de actividad militar encubierta en Panamá, Costa Rica, El Salvador, Honduras y Guatemala. En Honduras, por ejemplo, los escuadrones de la muerte que comenzaron a actuar en 1980, eran atribuidos a la importación del «método argentino».
A principios de 1982 Estados Unidos y la dictadura argentina planearon la creación de un gran ejército latinoamericano, que sería liderado por un militar argentino, con el objetivo inicial de desembarcar en El Salvador y empujar a los revolucionarios hacia Honduras donde serían exterminados, para luego invadir Nicaragua y aniquilar a los sandinistas. La operación sería amparada por un rediseño del Tratado Interamericano de Asistencia Recíproca (TIAR).

### Final de la etapa
Los militares y agentes argentinos se volvieron notablemente visibles a partir de 1981 en toda Centroamérica. Ya durante la guerra de las Malvinas -que marcó el final de la sociedad entre los militares argentinos y los sectores duros de EE. UU.- se produjo el escándalo internacional del agente argentino Francés García, cuyo verdadero nombre era Estanislao Valdez, exrepresor del Campito, establecido en Costa Rica, secuestrado aparentemente por los grupos sandinistas y luego desaparecido, al aparecer en un extenso vídeo por TV explicando con lujo de detalles las operaciones encubiertas de argentinos y estadounidenses en Centroamérica. Honey cuenta que Valdez era calificado por los militares centroamericanos, con cierta admiración, de tener “una mentalidad gorila completamente criminal”.
La Recuperación de las Malvinas por parte de Inglaterra y la derrota del Ejército Argentino puso fin a la intervención argentina en Centroamérica, pero la Guerra Sucia en la región continuó hasta bien entrados los años 90 con un saldo de cientos de miles de desaparecidos.